# La Trinidad, El Bosque
La Trinidad är en ort i Mexiko.   Den ligger i kommunen El Bosque och delstaten Chiapas, i den sydöstra delen av landet, 700 km öster om huvudstaden Mexico City. La Trinidad ligger 1 017 meter över havet och antalet invånare är 214.
Terrängen runt La Trinidad är kuperad norrut, men söderut är den bergig. Runt La Trinidad är det ganska tätbefolkat, med 134 invånare per kvadratkilometer. Närmaste större samhälle är Simojovel de Allende, 13,7 km norr om La Trinidad. I omgivningarna runt La Trinidad växer i huvudsak städsegrön lövskog.